# Gotofredo di Milano
Gotofredo o anche Goffredo o Gotifredo (... – Milano, 19 settembre 979) fu arcivescovo di Milano dal 974 al 979.

## Biografia
Gotofredo era un milanese di origini longobarde e venne imposto come arcivescovo il 27 luglio 974 da Ottone II, in alcune ricostruzioni storiche la sua figura si sovrappone a quella di Gotofredo, vescovo della Diocesi di Acqui anche se è molto probabile si tratti di un caso di omonimia. Poiché Gotofredo non era ancora neanche suddiacono, ma soprattutto come reazione alle pressioni imperiali, i Milanesi si opposero alla sua nomina, anche se alla fine dovettero rassegnarsi.  In quegli stessi anni gli Ottoni avevano piazzato a Vercelli il vescovo Leone, tedesco o forse romano filo-imperiale, e ad Ivrea il vescovo Warmondo: i tre vescovi di Vercelli, Milano e Ivrea sono protagonisti di un potenziamento del potere dell'imperatore e al contempo del loro stesso potere temporale, a scapito dei "funzionari pubblici" laici.
Per celebrare l'inizio dell'episcopato di Gotofredo, venne realizzato la preziosa Situla del vescovo Gotofredo, un secchiello liturgico, opera di raffinato pregio, oggi nel tesoro del Duomo di Milano.
Gotofredo morì a Milano il 19 settembre 979. Fu sepolto nella basilica di Santa Maria Maggiore.